# ウンドゥルハーン
ウンドゥルハーン（モンゴル語: Өндөрхаан、Öndörkhaan / Undur Khan とも綴る）あるいはチンギス市（Чингис / Chinggis City）は、モンゴル国東部の都市。首都ウランバートルの東方290kmに位置する。2021年推計によると人口は24,115人で、ヘンティー県の県庁所在地である。
ヘンティー県に生まれ、死後も近くに埋葬されたかもしれないチンギス・カンを記念し、創設90周年の2013年11月18日にチンギス市（Чингис、あるいはチンギス・カン市）へ改称した。

## 姉妹都市
- ハイラル区（中国・内モンゴル自治区フルンボイル市） 2018年[4]